# Ceraria fruticulosa
Ceraria fruticulosa är en tvåhjärtbladig växtart som beskrevs av Henry Harold Welch Pearson och Stephens. Ceraria fruticulosa ingår i släktet Ceraria och familjen Didiereaceae. Inga underarter finns listade i Catalogue of Life.